# 2022年世界游泳锦标赛花样游泳比赛
2022年世界游泳锦标赛花样游泳比赛是于2022年6月17日至6月25日在匈牙利布达佩斯塞奇室外游泳池（Szechy Outdoor Pool）举办的体育赛事。

## 赛程表
比赛共有10个项目。
时间为匈牙利当地时间(UTC+2)。
| 日期    | 时间  | 项目             |
| ------- | ----- | ---------------- |
| 6月17日 | 09:00 | 单人技术自选预赛 |
| 6月17日 | 13:00 | 双人技术自选预赛 |
| 6月18日 | 10:00 | 自由组合预赛     |
| 6月18日 | 13:00 | 混合技术自选预赛 |
| 6月18日 | 16:00 | 单人技术自选决赛 |
| 6月19日 | 10:00 | 集体技术自选预赛 |
| 6月19日 | 16:00 | 双人技术自选决赛 |
| 6月20日 | 09:00 | 单人自由自选预赛 |
| 6月20日 | 14:00 | 混合技术自选决赛 |
| 6月20日 | 16:00 | 自由组合决赛     |
| 6月21日 | 09:00 | 双人自由自选预赛 |
| 6月21日 | 16:00 | 集体技术自选决赛 |
| 6月22日 | 10:00 | 集体自由自选预赛 |
| 6月22日 | 16:00 | 单人自由自选决赛 |
| 6月23日 | 10:00 | 焦点自选预赛     |
| 6月23日 | 16:00 | 双人自由自选决赛 |
| 6月24日 | 10:00 | 混合自由自选预赛 |
| 6月24日 | 16:00 | 集体自由自选决赛 |
| 6月25日 | 13:30 | 混合自由自选决赛 |
| 6月25日 | 15:00 | 焦点自选决赛     |

## 奖牌情况

### 奖牌榜
| 排名                     | 国家 / 地区              | 金牌 | 銀牌 | 銅牌 | 总计 |
| ------------------------ | ------------------------ | ---- | ---- | ---- | ---- |
| 1                        | 中国                     | 4    | 0    | 2    | 6    |
| 2                        | 乌克兰                   | 2    | 5    | 0    | 7    |
| 3                        | 日本                     | 2    | 4    | 1    | 7    |
| 4                        | 意大利                   | 2    | 1    | 2    | 5    |
| 5                        | 奥地利                   | 0    | 0    | 2    | 2    |
| 5                        | 希腊                     | 0    | 0    | 2    | 2    |
| 7                        | 西班牙                   | 0    | 0    | 1    | 1    |
| 总计（共7个国家 / 地区） | 总计（共7个国家 / 地区） | 10   | 10   | 10   | 30   |

### 奖牌得主
| 项目         | 金牌 | 金牌    | 银牌 | 银牌    | 铜牌 | 铜牌    |
| 单人技术自选 | 乾友紀子 · 日本（JPN） | 92.8662 | 瑪塔·菲迪娜 · 乌克兰（UKR） | 91.9555 | 埃万耶利娅·普拉塔尼奥蒂 · 希腊（GRE） | 89.5110 |
| 单人自由自选 | 乾友紀子 · 日本（JPN） | 95.3667 | 瑪塔·菲迪娜 · 乌克兰（UKR） | 93.8000 | 埃万耶利娅·普拉塔尼奥蒂 · 希腊（GRE） | 91.7667 |
| 双人技术自选 | 中国（CHN） · 王柳懿 · 王芊懿 | 93.7536 | 乌克兰（UKR） · 玛丽娜·阿列克西耶娃 · 弗拉季斯拉娃·阿列克西耶娃 | 91.8617 | 奥地利（AUT） · 安娜-玛丽亚·亚历山德里 · 伊里妮-玛丽娜·亚历山德里 | 91.2622 |
| 双人自由自选 | 中国（CHN） · 王柳懿 · 王芊懿 | 95.5667 | 乌克兰（UKR） · 玛丽娜·阿列克西耶娃 · 弗拉季斯拉娃·阿列克西耶娃 | 94.1667 | 奥地利（AUT） · 安娜-玛丽亚·亚历山德里 · 伊里妮-玛丽娜·亚历山德里 | 92.8000 |
| 集体技术自选 | 中国（CHN） · 常昊 · 冯雨 · 王赐月 · 王柳懿 · 王芊懿 · 向玢璇 · 肖雁宁 · 张雅怡 | 94.7202 | 日本（JPN） · 藤井萌夏 · 比嘉萌 · 木岛萌香 · 佐藤友花 · 柳泽明希 · 安永真白 · 吉田萌 · 吉田理惠                                                                                           | 92.2261 | 意大利（ITA） · 多米齐亚娜·卡万纳 · 琳达·切鲁蒂 · 科斯坦扎·迪卡米洛 · 科斯坦扎·费罗 · 杰玛·加利 · 玛尔塔·亚科阿奇 · 玛尔塔·穆鲁 · 恩丽卡·皮科利                                           | 91.0191 |
| 集体自由自选 | 中国（CHN） · 常昊 · 冯雨 · 王赐月 · 王柳懿 · 王芊懿 · 向玢璇 · 肖雁宁 · 张雅怡 | 96.7000 | 乌克兰（UKR） · 玛丽娜·阿列克西耶娃 · 弗拉季斯拉娃·阿列克西耶娃 · 奥莱西娅·杰列维扬琴科 · 瑪塔·菲迪娜 · 韦罗妮卡·格里什科 · 索菲娅·马齐耶夫斯卡 · 安赫林娜·奥夫钦尼科娃 · 瓦列里娅·特先科 | 95.0000 | 日本（JPN） · 藤井萌夏 · 比嘉萌 · 木岛萌香 · 佐藤友花 · 铃木光 · 柳泽明希 · 安永真白 · 吉田萌                                                                                             | 93.1333 |
| 自由组合     | 乌克兰（UKR） · 玛丽娜·阿列克西耶娃 · 弗拉季斯拉娃·阿列克西耶娃 · 奥莱西娅·杰列维扬琴科 · 瑪塔·菲迪娜 · 韦罗妮卡·格里什科 · 索菲娅·马齐耶夫斯卡 · 达里娅·莫申斯卡 · 安赫林娜·奥夫钦尼科娃 · 阿纳斯塔西娅·什莫宁娜 · 瓦列里娅·特先科 | 95.0333 | 日本（JPN） · 藤井萌夏 · 比嘉萌 · 细川朝香 · 川濑由华 · 木岛萌香 · 铃木光 · 柳泽明希 · 安永真白 · 吉田萌 · 吉田理惠                                                                       | 93.5667 | 意大利（ITA） · 多米齐亚娜·卡万纳 · 琳达·切鲁蒂 · 科斯坦扎·迪卡米洛 · 科斯坦扎·费罗 · 杰玛·加利 · 玛尔塔·亚科阿奇 · 玛尔塔·穆鲁 · 恩丽卡·皮科利 · Federica Sala · 弗兰切斯卡·祖尼诺       | 92.0333 |
| 焦点自选     | 乌克兰（UKR） · 玛丽娜·阿列克西耶娃 · 弗拉季斯拉娃·阿列克西耶娃 · 奥莱西娅·杰列维扬琴科 · 瑪塔·菲迪娜 · 韦罗妮卡·格里什科 · 索菲娅·马齐耶夫斯卡 · 达里娅·莫申斯卡 · 安赫林娜·奥夫钦尼科娃 · 阿纳斯塔西娅·什莫宁娜 · 瓦列里娅·特先科 | 95.0333 | 意大利（ITA） · 多米齐亚娜·卡万纳 · 琳达·切鲁蒂 · 科斯坦扎·迪卡米洛 · 科斯坦扎·费罗 · 杰玛·加利 · 玛尔塔·亚科阿奇 · 玛尔塔·穆鲁 · 恩丽卡·皮科利 · Federica Sala · 弗兰切斯卡·祖尼诺       | 92.2667 | 西班牙（ESP） · Cristina Arámbula · Abril Conesa · 贝尔塔·费雷拉斯 · 埃玛·加西亚 · Mireia Hernández · 梅丽特克塞尔·马斯 · 阿莉萨·奥若吉娜 · 葆拉·拉米雷斯 · 伊丽丝·蒂奥 · 布兰卡·托莱达诺 | 91.9333 |
| 混合技術自选 | 意大利（ITA） · 乔治·米尼西尼 · 卢克雷齐娅·鲁杰罗 | 89.2685 | 日本（JPN） · 佐藤阳太郎 · 佐藤友花 | 86.5939 | 中国（CHN） · 石浩璵 · 張依瑤 | 86.4425 |
| 混合自由自选 | 意大利（ITA） · 乔治·米尼西尼 · 卢克雷齐娅·鲁杰罗 | 90.9667 | 日本（JPN） · 佐藤阳太郎 · 佐藤友花 | 89.7333 | 中国（CHN） · 石浩璵 · 張依瑤 | 88.4000 |

## 意外事故
在单人自由自选项目中，美国选手阿妮塔·阿尔瓦雷斯在完成动作后，突然晕厥沉入泳池中，教练安德鲁·富恩特斯发现后立即跳入泳池中，和另一名男子将其抬出水面救出，之后进行救治，并无大碍。FINA之后禁止了其参加6月24日的集体自由自选决赛。阿尔瓦雷斯也曾在2021年6月巴塞罗那举行的奥运会资格赛同样地晕厥并被教练安德鲁救出。另外，教练也抱怨在场的救生员反应不及时，没能意识到运动员意外沉没而落水救人。